# 普洛斯彼羅 (加利福尼亞州)
普洛斯彼羅（英語：Prospero）是位於美國加利福尼亞州克恩縣的一個非建制地區。該地的面積和人口皆未知。

## 地理
普洛斯彼羅的座標為35°28′16″N 119°07′36″W / 35.47111°N 119.12667°W，而該地的平均海拔高度為126米（即413英尺）。